# Adrian Lyne
Adrian Lyne (Peterborough, Cambridgeshire, 4 de Março de 1941) é um realizador de cinema britânico.

## Filmografia
| Ano  | Tìtulo            | Título em Português    |
| ---- | ----------------- | ---------------------- |
| 2022 | Deep Water        | Águas Profundas        |
| 2002 | Unfaithful        | Infidelidade           |
| 1997 | Lolita            | Lolita                 |
| 1993 | Indecent Proposal | Proposta Indecente     |
| 1990 | Jacob's Ladder    | Alucinações do Passado |
| 1987 | Fatal Attraction  | Atração Fatal          |
| 1986 | 9½ Weeks          | 9 ½ Semanas de Amor    |
| 1983 | Flashdance        | Em Ritmo de Embalo     |
| 1980 | Foxes             | Gatinhas               |

## Prémios e nomeações
- Recebeu uma nomeação ao Óscar de melhor realizador, por Fatal Attraction (1987).
- Recebeu uma nomeação ao Globo de Ouro de melhor realizador, por Fatal Attraction (1987).
- Recebeu uma nomeação à Framboesa de Ouro de pior realizador, por Indencent Proposal (1993).